# Dasia nicobarensis
Espèce
Dasia nicobarensis est une espèce de sauriens de la famille des Scincidae.

## Répartition
Cette espèce est endémique des îles Nicobar en Inde.

## Étymologie
Son nom d'espèce, composé de nicobar et du suffixe latin -ensis, « qui vit dans, qui habite », lui a été donné en référence au lieu de sa découverte : les îles Nicobar.

## Publication originale
- Biswas & Sanyal, 1977 : « A new species of skink of the genus Dasia Gray 1889 from Car Nicobar Isl ». Journal of the Bombay Natural History Society, vol. 74, p. 133-136.